# Парадајс Вали (Невада)
Парадајс Вали (енгл. Paradise Valley) насељено је место без административног статуса у америчкој савезној држави Невада.

## Демографија
По попису из 2010. године број становника је 109.
| Група             | 2000.    | 2010.      |
| Белци             | 0 (0,0%) | 87 (79,8%) |
| Афроамериканци    | 0 (0,0%) | 0 (0,0%)   |
| Азијати           | 0 (0,0%) | 0 (0,0%)   |
| Хиспаноамериканци | 0 (0,0%) | 20 (18,3%) |
| Укупно            | 0        | 109        |